# Yamabushi
Pour les articles homonymes, voir Yamabushi (homonymie).

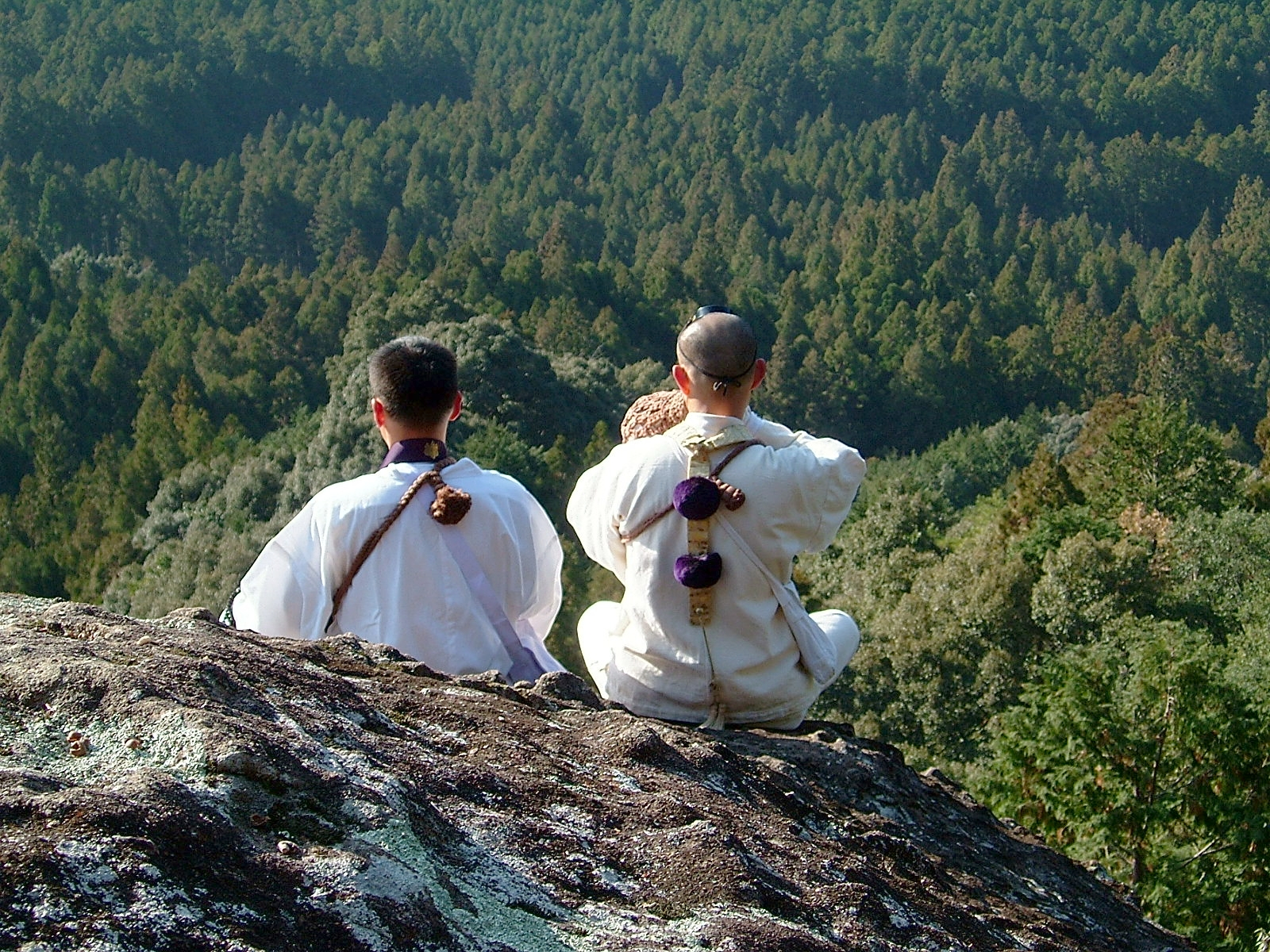
Des yamabushi.

Les yamabushi (山伏, littéralement « ceux qui se prosternent dans les montagnes ») du Japon médiéval sont des ascètes montagnards.

## Historique
Les yamabushi commencèrent en tant que yamahoshi, des petits groupes, voire des individus isolés, d'ermites des montagnes, d'ascètes, et de « saint hommes », qui suivaient la voie du shugendō, dans une recherche de pouvoirs spirituels, mystiques ou surnaturels, censés être gagnés grâce à l'ascétisme. Cette voie aurait été fondée par En no Gyōja, anachorète que le folklore japonais dote de pouvoirs de thaumaturge, dont l'existence réelle est contestée par certains universitaires, mais reconnue par tous les yamabushi modernes au Japon.

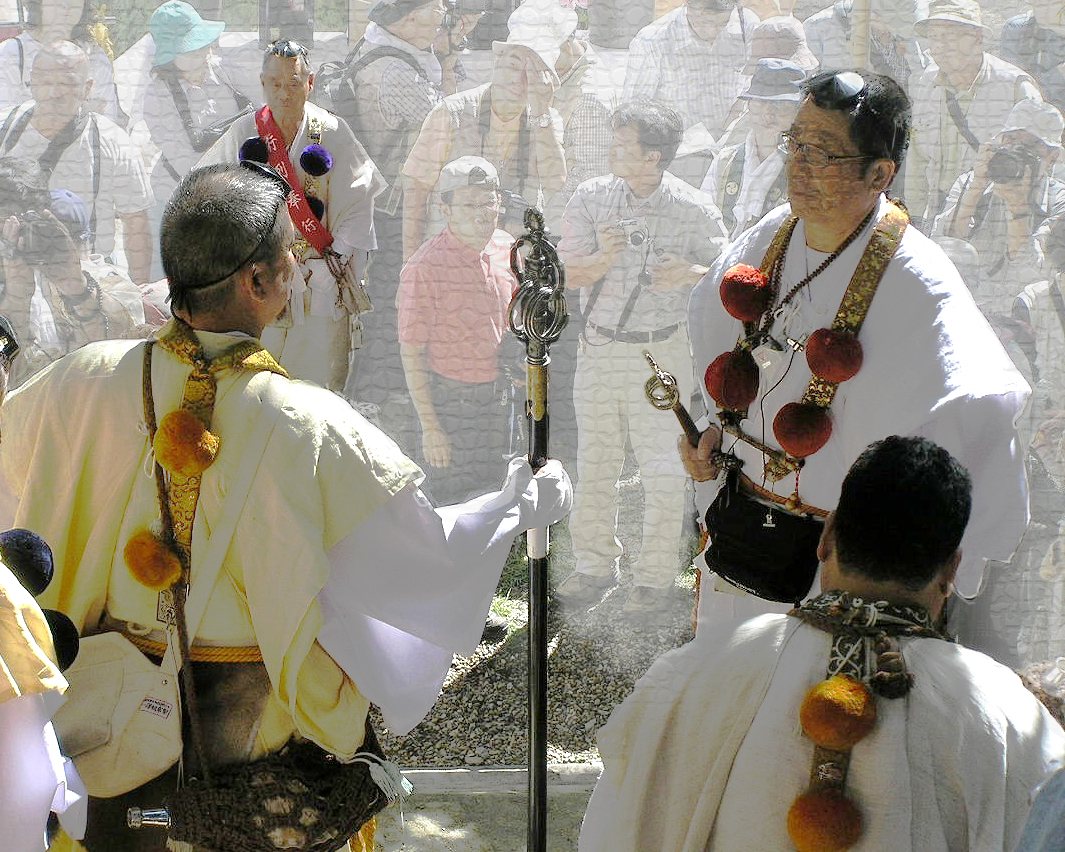
Yamabushi japonais contemporains. Ils tiennent le shakujō (bâton de marche) dans leur main droite.

Les hommes qui suivent cette voie sont connus sous de multiples noms, tels que kenja, kenza et shugenja. Ces mystiques montagnards finirent par être renommés pour leurs capacités magiques et leurs connaissances occultes, et étaient recherchés comme guérisseurs ou médiums (de la même manière que les miko, bien que ce nom désigne des femmes chamanes, prêtresses shinto).
Après la période Kamakura, à mesure que leur nombre augmentait, ils s'organisèrent. Les deux temples célèbres qui les ont organisés sont l'école Honzan de Tendai et l'école Tōzan de Shingon. Mais il y avait beaucoup de yamabushi qui étaient indépendants de ces organisations.
On trouve encore de véritables yamabushi, dont des Français : les sōgi-yamabushi Hōin Kūban Jakkōin, Kenrō et Kenjaku qui pratiquent dans les Alpes françaises[réf. nécessaire].
Le Yamabushi est également une franchise de clubs d'arts-martiaux particulièrement développée en Suisse sans aucun lien avec le courant ascète japonais. Son nom a été donné par son fondateur, le Suisse Carl Emery, par rapport aux particularités de la Suisse (les montagnes = Yama en japonais) et un jeu de mot sur le terme guerrier (武士, bushi).

## Tenue

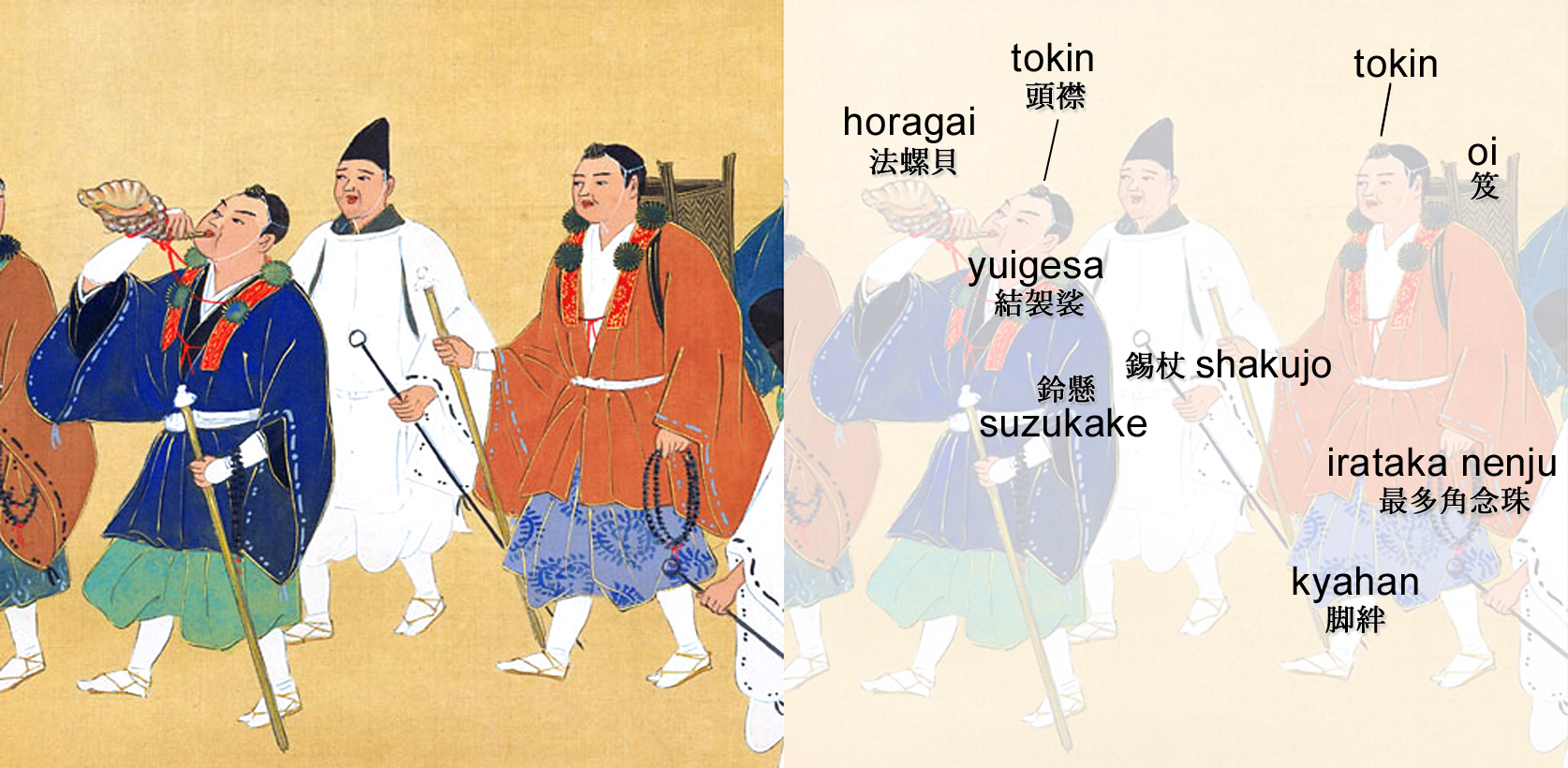
Yamabushi et leur apparence standard.

La tenue du yamabushi est caractéristique : un pectoral, le yuigesa avec six pompons (de couleur différentes suivant le rang du pratiquant), une veste (suzakake), un pantalon large (hakama), des protège-tibia appelés kyahan, des sandales (à l'origine en paille de riz) appelées waraji, et une petite coiffe noire cylindrique appelée tokin portée sur le front. Ils utilisent comme trompe une conque appelée horagai.
Les yamabushi sont des ascètes montagnards, pas des moines combattants.
Ils suivent la voie du Shugendō qui est un syncrétisme du Bouddhisme et du Shintoïsme avec quelques principes taoïstes et diverses autres influences.